# Riflessi di un assassinio
Riflessi di un assassinio (Reflections of Murder) è un film per la televisione statunitense del 1974 diretto da John Badham, remake del film del 1955 I diabolici. Invece in Italia è stato distribuito negli anni '80 sul VHS CVR.